# Kreuzberger Kinderstiftung

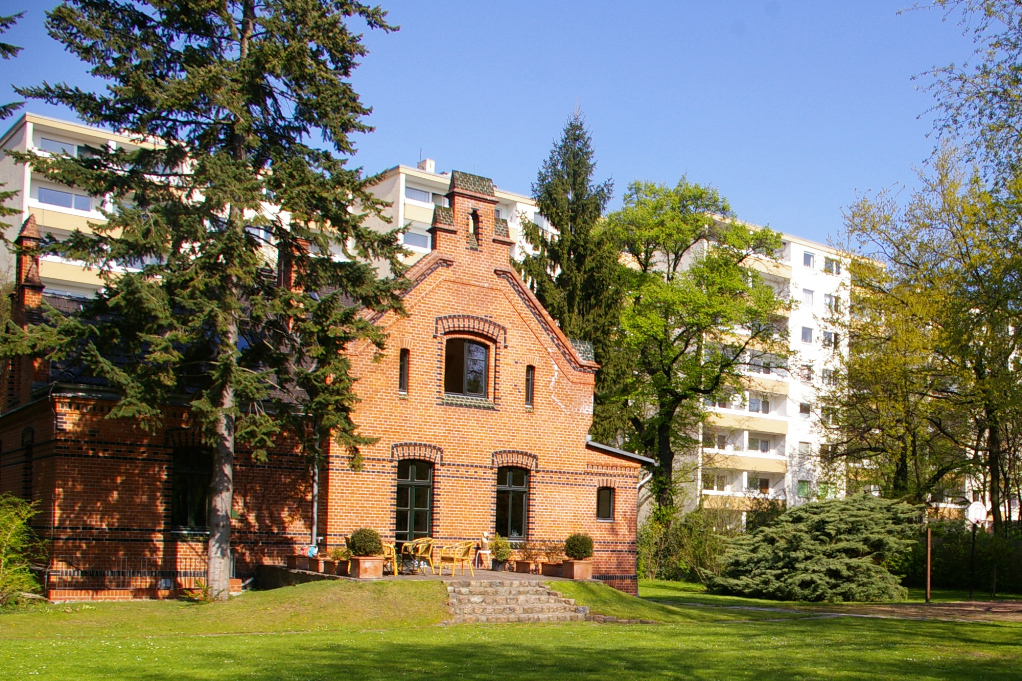
Das Stiftungshaus der Kreuzberger Kinderstiftung am Landwehrkanal in Berlin-Kreuzberg

Die Kreuzberger Kinderstiftung ist eine bundesweit tätige gemeinnützige Organisation, die sich für Bildungsgerechtigkeit und Jugendengagement einsetzt. Sie fördert Projekte, vergibt Stipendien und setzt eigene Projekte um.

## Geschichte
Die Kreuzberger Kinderstiftung gemeinnützige Aktiengesellschaft wurde 2014 von Rechtsanwalt Peter R. Ackermann in Berlin gegründet. Sie ist eine Ausgründung der gemeinnützigen Kreuzberger Kinderstiftung rechtsfähige Stiftung bürgerlichen Rechts (bR), die Peter Ackermann 2004 errichtet hat. Die gAG sollte die Stiftungsarbeit auf eine breitere Basis stellen. Sie hat die Programmarbeit der Stiftung bR übernommen, während diese vornehmlich für den Erhalt des Stiftungshauses und des dazugehörigen Grundstücks zuständig ist.
Sitz der Organisation ist ein denkmalgeschütztes Haus am Landwehrkanal, das 1890 als Dienstvilla des königlich-preußischen Wasserbauinspektors erbaut wurde („Schleusenwärterhäuschen“). 2001 finanzierte Peter Ackermann dem Land Berlin den Ankauf des Hauses. Die Stiftung erhielt im Gegenzug ein alleiniges Nießbrauchrecht für 66 Jahre. Nach umfangreichen Bau- und Renovierungsarbeiten übernahm sie das Gebäude und begründete dort ihren ständigen Sitz. 2019 wurde dem Stiftungshaus ein Neubau zur Seite gestellt, dessen Tagungs- und Seminarräume auch vermietet werden.

## Stiftungszweck
Zweck der Kreuzberger Kinderstiftung gAG ist die Förderung der Jugendhilfe, der Erziehung und der Volks- und Berufsbildung, einschließlich der Studentenhilfe, die Förderung mildtätiger Zwecke, der Wohlfahrtspflege, der internationalen Gesinnung, der Toleranz auf allen Gebieten der Kultur sowie des bürgerschaftlichen Engagements zugunsten dieser Zwecke.

## Aktivitäten

### Projektförderung
Die Stiftung fördert insbesondere Projekte, die von Kindern und Jugendlichen selbst organisiert werden. Ein Jugendrat entscheidet über Fördermittel von rund 100.000 Euro im Jahr.

### Stipendien
Die Stipendien für ein Schuljahr im Ausland richten sich an Schüler, die nach dem mittleren Schulabschluss ein Jahr im Ausland verbringen möchten und deren Eltern dies nicht selbst finanzieren können.
Die Stipendien IKAROS und IKAROS Rückenwind unterstützen junge Menschen in Berlin dabei, einen Abschluss auf dem zweiten Bildungsweg nachzuholen bzw. ein Studium, eine Aus- oder Weiterbildung zu absolvieren.
Das Stipendium Careleaver Weltweit richtet sich an junge Erwachsene, die einen Teil ihres Lebens in öffentlicher Erziehung verbracht haben und am Übergang in ein eigenständiges Leben stehen. Ihnen ermöglicht das Projekt Auslandsaufenthalte.

### Eigene Projekte
Regelmäßig ruft die Kreuzberger Kinderstiftung eigene Projekte ins Leben. Die Schwerpunkte sind der Zugang austauschferner Jugendlicher zu Auslandserfahrungen und interkulturellem Lernen sowie das Engagement und die Teilhabe junger Menschen am gesellschaftspolitischen Leben.
Einige bisherige Projekte: Erstwahlhelfer*innen Berlin bildete Erstwähler zur Europawahl 2019 zu Wahlhelfern aus; Auslandserfahrung für Alle! – interaktive Peer-to-Peer-Workshops an Schulen. #weltenentdecken – digitale Erkundungen interkultureller Orte Berlins. Hey, Alter! Berlin – bereitet gespendete ausgemusterte Rechner für Schüler auf.
Fester Bestandteil sind die Kanugruppen "Spree-Bären", ein Kinderchor sowie Ferienprogramme für Kinder und Jugendliche. Haus und Garten werden Gruppen der Kinder- und Jugendarbeit zur Verfügung gestellt.

## Partizipation
Der Gedanke der Partizipation spielt eine wichtige Rolle in der Arbeit der Kreuzberger Kinderstiftung.

### Hauptversammlung der Aktionäre
Die gAG wird getragen von einer Gemeinschaft ehrenamtlich engagierter Aktionäre (84, Stand: 11/2022), die jeweils eine Aktie halten dürfen. Die Aktie wirft keine Rendite ab. Die Hauptversammlung entscheidet über die strategische Ausrichtung der Stiftungsarbeit. Die Aktionäre unterstützen die operative Arbeit der Stiftung mit ihrem Wissen und ihren Ideen.

### Auswahlgremien
Über die Vergabe von Projektfördermitteln und Stipendien entscheidet nicht der Vorstand, sondern verschiedene ehrenamtlich arbeitende Gremien, die sich aus Alumni und/oder Aktionären und z. T. der hauptamtlichen Projektleitung zusammensetzen.

### Mentoring und Trainer
Ein Mentoring-Programm bietet den Stipendiaten an, einen Mentor an die Seite gestellt zu bekommen, der sie auf dem persönlichen Weg mit den eigenen Erfahrungen begleitet und unterstützt.
In den Projekten werden Workshops, Exkursionen und Schulungen oft nach dem Peer-to-Peer von jugendlichen Trainern durchgeführt.

## Finanzierung
Die Stiftung wird überwiegend über Spenden und Erträge aus dem Stiftungsvermögen und zum Teil aus Bundesmitteln finanziert. Die Jahresabschlüsse werden auf der Transparenz-Seite veröffentlicht.

## Mitgliedschaften
Die Kreuzberger Kinderstiftung hat sich der Initiative Transparente Zivilgesellschaft angeschlossen und veröffentlicht auf ihrer Transparenz-Seite die entsprechenden Informationen. Die Kreuzberger Kinderstiftung gAG ist zudem Mitglied im Netzwerk Chancen, bei Citizens for Europe sowie im Netzwerk Stiftungen und Bildung. Außerdem hat sie sich der Allianz „Rechtssicherheit in der politischen Willensbildung“ und der Initiative #VertrauenMachtWirkung angeschlossen.

## Auszeichnungen
2019 wurde das Europawahl-Projekt Erst-Wahl-Helfer*innen mit dem Blauen Bären ausgezeichnet.
2022 hat das Projekt Hey, Alter! Berlin den Sonderpreis der Berliner Stadtreinigung im Wettbewerb #Respektgewinnt des Berliner Ratschlags für Demokratie gewonnen.